# Nuria González

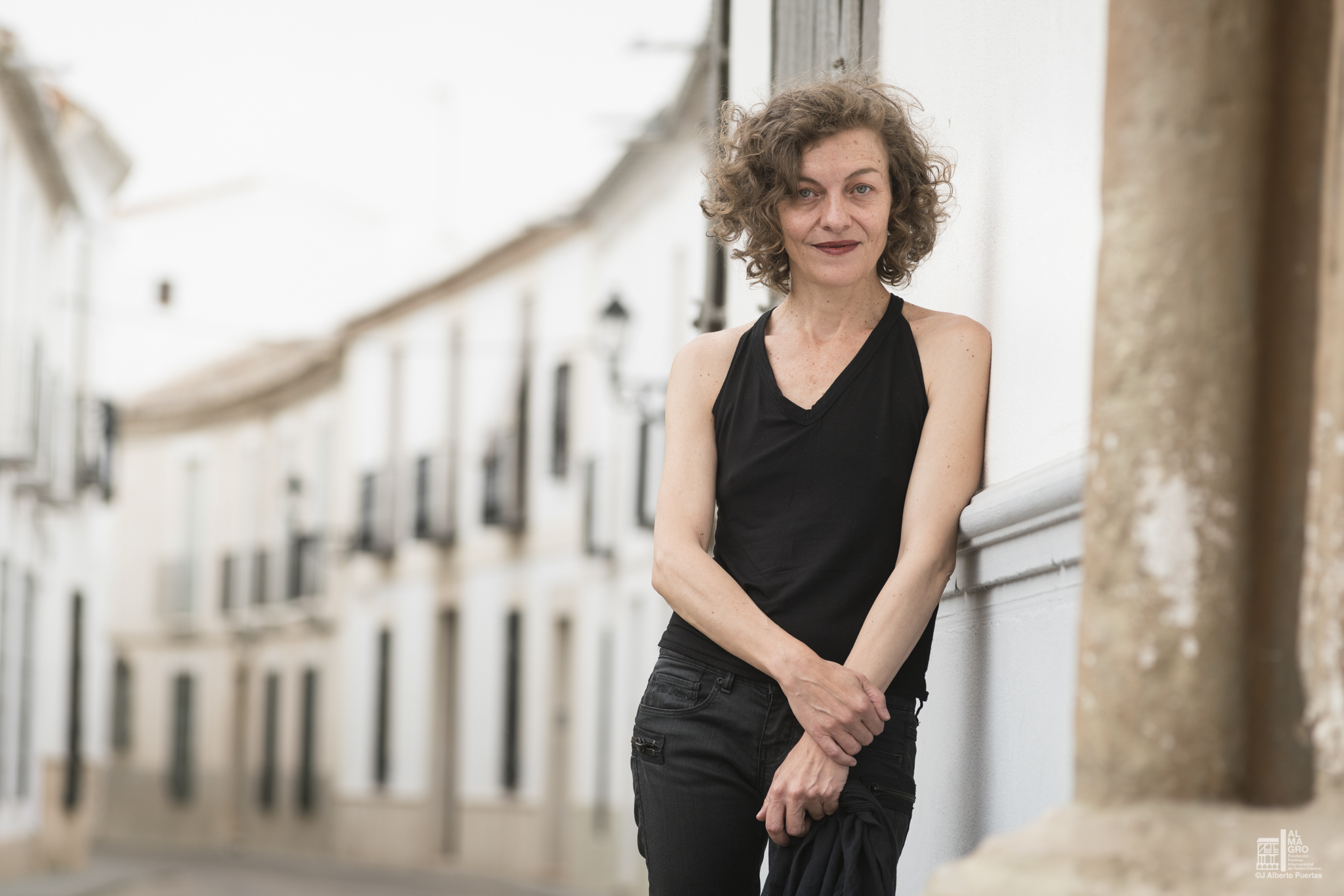
Nuria González, 2016

Nuria González (* 16. Mai 1962 in Málaga) ist eine spanische Schauspielerin.

## Biografie
Nuria González gab ihr Debüt als Schauspielerin Anfang der 1990er Jahre mit Auftritten in verschiedenen spanischen Fernsehserien. Ihr Spielfilmdebüt folgte 1996 mit einer Nebenrolle in Manuel Gómez Pereiras preisgekrönter Komödie Wer liebt, lebt gefährlich mit Ana Belén und Penélope Cruz. Von 1997 bis 2001 übernahm González die Rolle der eifersüchtigen Gattin von Ángel de Andrés López in der spanischen Serie Manos a la obra. Von 2003 bis 2006 gehörte sie dem Ensemble der bei Kritikern und beim Publikum beliebten Fernsehserie Los Serrano an, in der eine geduldige Spanischprofessorin und Mutter von zwei Töchtern (gespielt von Belén Rueda) in eine Madrider Gastwirtsfamilie einheiratet.
Neben ihrer Karriere als Schauspielerin arbeitete González auch als Moderatorin bei der beliebten Sendung El rival más débil. Trotz guter Quoten von fast 18 Prozent verließ González 2002 die Sendung, um sich stärker auf ihre Schauspielkarriere zu konzentrieren. Ersten Erfolg als Filmschauspielerin ebnete ihr Chus Gutiérrez’ Komödie El Calentito (2005). Der Part der mütterlichen transgeschlechtlichen Antonia brachte ihr Auszeichnungen auf dem Komödienfilmfestival von Monte Carlo und dem Filmfestival Málaga ein. An diesen Erfolg anknüpfen konnte González mit Icíar Bollaíns preisgekrönter Tragikomödie Mataharis (2007), in der sie gemeinsam mit Najwa Nimri und María Vázquez in die Rollen von drei Privatdetektivinnen schlüpfte. Die Nebenrolle der Carmen brachte ihr 2008 die erste Nominierung für den Goya, Spaniens wichtigsten Filmpreis, ein sowie den Preis der spanischen Schauspielervereinigung.
Neben der Arbeit im Film und Fernsehen tritt Nuria González regelmäßig als Theaterschauspielerin in Erscheinung, so zuletzt Ende März 2009 in der Komödie Tres in Córdoba an der Seite von Kiti Manver und Aurora Sánchez.

## Filmografie
- Spielfilme
  - 1996: Wer liebt, lebt gefährlich (El amor perjudica seriamente la salud)
  - 2001: Gente pez
  - 2003: Die Torremolinos Homevideos (Torremolinos 73)
  - 2005: El Calentito
  - 2005: La semana que viene (sin falta)
  - 2006: Películas para no dormir: Para entrar a vivir (TV)
  - 2007: Pudor
  - 2007: Mataharis
- Fernsehserien
  - 1995–1996: Esta noche cruzamos el Mississippi
  - 1996–1997: Éste es mi barrio
  - 1997–2001: Manos a la obra
  - 2000–2001: El botones sacarino
  - 2003–2006: Los Serrano
  - 2008–2009: Física o química

## Auszeichnungen

### Goya
- 2008: nominiert als Beste Nebendarstellerin für Mataharis

### Weitere
Festival de Cine Español de Málaga
- 2005: Nachwuchsdarstellerpreis für El Calentito

Monte-Carlo Film Festival de la Comédie
- 2005: Beste Darstellerin für El Calentito

Premios del Círculo de Escritores Cinematográficos
- 2008: nominiert als Beste Nebendarstellerin für Mataharis

Premios Unión de Actores
- 2008: Beste Nebendarstellerin für Mataharis